# Poecilia marcellinoi
Poecilia marcellinoi är en fiskart som beskrevs av Poeser, 1995. Poecilia marcellinoi ingår i släktet Poecilia och familjen Poeciliidae. Inga underarter finns listade i Catalogue of Life.